# Novell NetWare
Novell NetWare is een besturingssysteem voor fileservers. Rond 1990 was er bijna sprake van een monopolie in de markt voor netwerkbesturingssystemen met een marktaandeel van 90%. Het werd geroemd om zijn beheersbaarheid en eenvoud. 
Na de introductie van de NDS (NetWare Directory Services) ging het bergafwaarts en werd het marktaandeel langzaam overgenomen door de serverversie van Microsoft Windows. Dit was voornamelijk te wijten aan drie belangrijke zaken: 
1. het NDS concept sloeg niet aan
2. Windows kon veel beter functioneren als applicatieserver
3. er was geen ‘NetWare Client’ nodig op de werkplek.

Bovendien had Windows ook een inhaalslag gemaakt op het gebied van de exclusieve voordelen van NetWare. In december 2010 werd gestaakt met de verdere ontwikkeling van NetWare en het speelt nu geen enkele rol van betekenis meer.

## Protocollen
De eerste versies van NetWare gebruikten IPX/SPX als netwerkprotocol. Toen het internet in opmars kwam, werd in NetWare 4.11 het TCP/IP-protocol toegevoegd. NetWare bleef echter voor bepaalde functies afhankelijk van IPX/SPX. Vanaf NetWare versie 5 werd het mogelijk om zowel IPX/SPX als TCP/IP als protocol te gebruiken voor alle functies.

## Directory Services
Met NetWare 4.0 werd ook NDS (Novell Directory Services) geïntroduceerd, de NDS is een X.500 / X.520-compatibele 'directory service'. Hierdoor was het voor het eerst mogelijk voor gebruikers om de toegang tot persoonlijke bestanden zelf te regelen en volledige afscherming te realiseren, zelfs voor de almachtige netwerkbeheerders. Deze laatste bestaan ook niet meer onder de NDS en later eDirectory.

### Het principe van eDirectory
eDirectory is een hiërarchische objectgeoriënteerde database die gebruikt wordt om alle organisatiegerelateerde ICT-objecten te organiseren in een logische boomstructuur. De objecten vertegenwoordigen o.a. landen, organisaties, afdelingen, mensen, groepen, functies, posities, diensten, werkstations, applicaties, servers, volumen en printers.
Het principe bij eDirectory is dat objecten hun rechten, faciliteiten en beperkingen verkrijgen via (over)erving van de bovenliggende containerobjecten in de boomstructuur. Een containerobject is een object dat verder vertakt kan worden, alsmede andere objecten kan bevatten. De enige containerobjecten zijn: Tree [Root], ‘Country’ (C), ‘Organization’ (O), en ‘Organizational Unit’ (OU). Aan deze objecten kunnen rechten en diensten worden toegekend, die dan door de onderliggende object worden geërfd. De overige objecten zijn objecten die zelf niet verder vertakt kunnen worden, de zogenaamde ‘Leaf Objects’. Deze objecten zijn (in alfabetische volgorde): ‘AFP ‘Server’, ‘Alias’;, ‘Application’, ‘Computer’, ‘Directory Map’, ‘Group’, ‘License Certificate’, ‘Organizational Role’, ‘Print Queue’, ‘Print Server’, ‘Printer’, ‘Profile’, ‘Server’, ‘Template’, ‘Unknown’, ‘User‘ en ‘Volume’.

#### Initiële inrichting
De inrichting van eDirectory dient de organisatiestructuur te representeren. Het doel is medewerkers regelgeving op te leggen via louter organisatorisch gerelateerde zaken als primaire organisatorische eenheid, afdeling, werksoort, functie, positie (directie, afdelingshoofd, manager, chef, teamleider, etc.), locatie en hoedanigheid (zoals: stagiaire, vrijwilliger, uitzendkracht, etc.).

#### Geen ultieme beheerder
Bij eDirectory is er geen ‘almachtige’ netwerkbeheerder zoals een ‘Enterprise Administrator’ (Windows), ‘Supervisor’ (Novell NetWare < V4) of ‘Root’ (UNIX). Bij de initiële installatie wordt aan de top van de boomstructuur (Directory Tree) een gebruiker ’Admin’ aangemaakt die alle ‘Object-‘ en ‘Property Rights’ krijgt op het bovenste ‘root’-object en deze rechten erft op alle onderliggende objecten. Echter, een IRF (Inheritance Rights Filter) kan (een deel van) de rechten die een gebruiker via (over)erving meeneemt blokkeren. Om te voorkomen dat een IRF alle rechten blokkeert en er zodoende een dode tak ontstaat in de boomstructuur, is het belangrijk dat alvorens het IRF te plaatsen eerst een nieuwe netwerkgebruiker met alle rechten wordt aangemaakt ‘achter’ het (nog te plaatsen) filter. Deze werkwijze is de geëigende methode ter realisatie van bestandslocaties waar de absolute garantie op volledige privacy vereist is.

## Uitgebrachte versies
- Novell NetWare 1.00 (1981)
- Novell NetWare 2.12 (1983)
- Novell NetWare 2.15 (1985)
- Novell NetWare 2.15a (1986)
- Novell NetWare 3.00 (1990)
- Novell NetWare 3.10 (1991)
- Novell NetWare 3.11 (1991)
- Novell NetWare 4.0 (1993)
- Novell NetWare 3.12 (1994) (deze versie is speciaal uitgebracht om beter samen te kunnen werken met V4 en hoger)
- Novell NetWare 4.1 (1996)
- Novell Netware 3.20 (1998) (laatste telg uit de 3.x-reeks met o.a. aanpassingen voor de 'millennium/Y2k bug')
- Novell NetWare 5.1 (2000)
- Novell NetWare 6 (2002)
- Novell NetWare 6.5 (2002)
- Open Enterprise Server (NetWare 6.5 SP3) (2004)
- Open Enterprise Server 2 (NetWare 6.5 SP7) (2007)